# Цуцла
Цуцла или дуда је предмет направљњен од пластике, силикона или гуме који се даје новорођенчадима за сисање. Садржи се из силиконског, пластичног оли гуменог наставка, заштите за уста и дршке. Заштита за уста је довољно велика, да би се спречила могућност дететовог гушења. 

## Историја
Цуцла се први пут у медицинској литератури 1473, описана од стране Немачког физичара Бартоломауса Метлингера у његовој књизи " Водич о малој деци". Кренуле су да се користе 1900 када је Менхетенски фармацеут Кристиан В. Маинеке патентирао први облик цуцле. Гуму средином 19. века углавном су користиле бебе из Британије као еластичне гумене прстенове као и за цуцле на флашицама. Године 1909 неко ко се назвао "Тетка дуда" је писао Њујорк Тајмсу о штетности коју дуда узрокује у даљем развоју зуба. Она је инсистирала на томе да су цуцле са гуменим наставком лоше за бебино здравље. У Енглеској су грађани то почели да увиђају и скоро више ниједна беба из угледне породице није користила гуму него друге материјале. Сматрало се да су тада једини који су имали гумене дуде били сиромашни и неугледни. Такође се 1914. Лондонски доктор жалио на тему хигијене дуда и како се сваки пут када дуда испадне детету само врати у уста без икаквог чишћења.
Ране цуцле су произвођене у црној, црвеној или белој боји гуме. 

## Мане
Постоје негативни ефекти и стране коришћења дуде током дојења здравог детета. ААП предлаже избегавање цуцли првих месец дана. Упознавање детета са дудом може да доведе до неефективног сисања дојки и забуне између мајчиних груди и дуде. У том сличају бебе замене дуду и груди и након сисања дуде не унесу довољну количину мајчиног млека које је добро за развијање њиховог мозга. Може да има и добру страну код беба коју се превремено рођене да би прешле са исхране помоћу цеви на флашицу. 
Иако се за цуцлу сматра да доводи до денталих проблема, ако се не користи више од 3 године сасвим је сигурна и безопасна .. Ипак дуготрајно коришћење цуцле као и прелазак на сисање прста може довести до избачености зуба или неравноправне распоређености. Ово је нормалан и заједнички проблем који се јако често дешава али коме у неком случају треба доста времена и пара да се исправи .Ствар која се углавном показала добра за овај проблем код већине деце је протеза. 
Не постоје јаки докази да коришћење цуцле доводи до одлагања развоја говора код бебе тако што их спречава да вежбају. 

## Предности
Истраживања су показала да коришћење цуцле смањује ризик за "Изненадну смрт бебе". Такође је показано да цуцле олакшавају и смањују бол као и плакање.
Неки родитељи дају предност цуцли у односу на сисање палца и прстију. 
Научници у Бразилу су доказали да ни ортодонтске цуцле не смањују деформитет зуба ако се цуцлају преко 3 године.
Цуцла помаже да дете заспи током периода раста зуба као и да се смири. 

## Медицинска правила
Већина деце престане да сиса свој палац, цуцлу или прсте током узраста од 2 до 4 године,али постоје и деца која не могу да се одвикну дуг времески период. У тим случајевима може да дође до предначења зуба преко усне или неправилног развијања зуба .Учестале или сталне навике током дужег временског периода могу да доведу до неправилног загрижаја или неразвијености структуре костију у том пределу.
Доктори препоручују коришћење дуде током времена за спавање у првој години живота.За дојиље препоручује се да се цуцла не уноси у бебин живот док се не устали дојење првих неколико недеља.
Британски ортодонти препоручују да се не користе ни гумене цуцле ни да се допусти детету да сиса палац како у каснијем животу дете не би морало да носи протезу.

## Цуцле за одрасле
Цуцле за одрасле, садржане од дебљег и ширег наставка, су коришћене од стране неких чланова заједнице "Одраслих беба". Производи их Немачка компанија NUK и продају се на сајту ebay од 2010. године. 
Истраживања су показала да коришћење дуде код одраслих може да помогне код хркања као и код бољег сна и анксиозности. Помажу и људима који су склони нападима током сна, ПТСД, маничних напада као и код екстремних случајева анксиозности везане за ексесивно жвакање.
На техно журкама и рејвовима дечије цуцле су честа нуспојава коришћења ентактогена и стимулансних дрога које су коришћене на таквим журкама.То помаже код бруксизма (агресивног трљања зуба о зубе), што може да доведе до оштећења зуба као и језика. Коришћење цуцли или, као алтернатива, жвака помаже у спречавању бруксизма.

## Везаност за цуцле и њихова психичка функционалност
Касне 1970. научници су изјавили да су цуцле психички нездраве. Ричард Х. Пасман и Џејн Ц. Халонен су спровели истраживање у вези бебиног везивања за цуцлу у Америци. Открили су да 66% беба током 3 месеца покажу барем неку везаност за дуду. После 6 месеци 40% а после 9 месеци 44%. Проценат је наставио да опада и после 24 месеца случајеви су били ретки. 
Такође иста истраживања су показала да када су ставили у исту играоницу бебе које користе цуцле и оне које не, оне које користе дуду су биле много више дружељубивије и разиграније него оне које не користе дуду.
Пасман и Халонен су закључили да је дуда додатак беби, као ћебе, и да је нормалан део одрастања и развијања за већину деце. 